# Þeistareykjabunga
Die Þeistareykjabunga ist ein Schildvulkan im Nordosten Islands. Der Berg ist aus Lavalagen aufgebaut und erreicht eine Höhe von 564 m. Es handelt sich hier um den Zentralvulkan eines eigenen aktiven Vulkansystems. Die letzte Eruption fand in vorhistorischer Zeit statt. Der Hauptkrater des Berges heißt Stóra-Víti und liegt in der Mitte des ausgedehnten flachen Kegels, den der Berg bildet.
Nördlich davon liegt ein Nebenkrater, der 500–600 m lang und 50–60 m breit ist. Dieser 40 m tiefe Krater heißt Langa-Víti und bei ihm erreicht der Berg seine höchste Höhe.  Aus diesem Krater sind Lavaströme nach Norden geflossen und haben bei Lón und Lindarbrekka heute bewohntes Gebiet erreicht.
Nach der letzten Eiszeit war der Schildvulkan wie viele andere im Lande sehr aktiv. Er blockierte zum Beispiel durch eine bedeutende Lavaeruption den Fluss Jökulsá á Fjöllum in seinem Unterlauf am Öxarfjörður und drängte ihn damit weiter nach Osten in sein heutiges Bett ab.
Ein Hochtemperaturgebiet mit heißen Quellen gehört zu dem Vulkan (Þeistareykir).